# ديفيد لورنس ماكلارين
ديفيد لورنس ماكلارين هو سياسي كندي، ولد في 27 أكتوبر 1893 في سانت جون في كندا، وتوفي في 7 سبتمبر 1960 في فريدريكتون في كندا. حزبياً، نشط في الحزب الليبرالي الكندي. وقد انتخب Lieutenant Governor of New Brunswick ‏.